# Pediobius songshaominus
Pediobius songshaominus är en stekelart som beskrevs av Yin-Xia Liao 1987. Pediobius songshaominus ingår i släktet Pediobius och familjen finglanssteklar. Inga underarter finns listade i Catalogue of Life.